# Ralph Vaughan Williams
Ralph Vaughan Williams (/ˌreɪf ˌvɔːn ˈwɪljəmz/, 12 tháng 10 năm 1872-26 tháng 8 năm 1958) là nhà soạn nhạc người Anh. Ông cùng với Gustav Holst là hai học trò xuất sắc nhất của nhà soạn nhạc Charles Villiers Stanford, đồng thời cả hai đều có ảnh hưởng lớn trong việc phát triển âm nhạc Anh cuối thế kỷ XIX. Williams là người lấy cảm hứng từ âm nhạc dân gian để viết nên những tác phẩm của mình. Ông đã trộn lẫn những âm thanh của những bài hát truyền thống với âm nhạc nhà thờ và những gì còn sót lại của âm nhạc Lãng mạn vốn đang trên đường tàn lụi vào cuối thế kỷ XIX-đầu thế kỷ XX, tức là thời đại ông đang sống. Rõ ràng ông là một trong số ít những nhà soạn nhạc trong thời đại của mình cố kéo dài sự sống cho âm nhạc Lãng mạn, một trong những thời kỳ huy hoàng nhất của nhạc cổ điển (ngoài ra còn có Richard Strauss, Sergei Rachmaninoff). Ông còn là người tập hợp các bài hát dân ca, viết chúng ra hoặc ghi âm lại.